# M/T Slavija I
M/T Slavija I je bila trajekt, u sastavu flote hrvatskog brodara Jadrolinije. Trup je izgrađen 1963. godine u brodogradilištu Bartram & Sons u Sunderland, a brod je završen u brodogradilištu Bremen - Vulkan iz Bremena. Naručitelj je bila firma A/S Bornholmsfærgen Af 1962 iz Rønnea, a brod je dobio ime Jens Kofoed pod kojim je plovio do studenog 1964. kada ga kupuje DFDS A/S iz Copenhagena. Tada je brod nazvan Skipper Clement. Brod je većinu vremena proveo ploveći u najmu za Mols Linien iz Ebeltofta do 1968. Zatim brod u više navrata unajmljuje BP za plovidbu prema naftnim platformama u Sjevernome Moru. Aznar Line unajmljuje brod 1974. za plovidbu na relaciji Alcudia - Porto Vendres. Jadrolinija ovaj brod uzima u najam 1976. za plovidbu na dužobalnoj pruzi pod imenom ''Slavija'', i danskom zastavom, da bi joj se u rujnu iste godine pružila mogućnost kupovine broda što je Jadrolinija i iskoristila. Brod je dobio ime Slavija I i nastavio ploviti na dužobalnoj pruzi. 1996. brod se povlači s dužobalne pruge zbog starosti i počinje ploviti na prugama splitskog okružja. 1998. brod je prodan firmi Inver Shipping i nazvan Europa I. Brod plovi do 2009. na relaciji Brindisi - Drač kada mu je zbog manjkavosti zabranjena plovidba. Raspremljen je u Brindisiju. 2010. Europa I je otegljena u tursku Aliagu i izrezana.
Slaviju I su pokretala četiri stroja MAN, snage 3856 kw s kojima je postizao brzinu od 16 čv. Mogao je ukrcati 1000 osoba, 100 automobila i imao je 268 kreveta.